# Ernetschwil
Ernetschwil es una comuna suiza del cantón de San Galo, ubicada en el distrito de See-Gaster. Limita al noroeste y norte con la comuna de Sankt Gallenkappel, al noreste con Wattwil, al este con Gommiswald, al sureste con Kaltbrunn, y al suroeste con Uznach.